# 섭대승론
《섭대승론(攝大乘論, 산스크리트어: Mahāyāna-saṃgraha 마하야나상그라하, 영어: She Dacheng Lun 또는 Discourse on the Perfection of Consciousness-only)》은 "대승(大乘)을 포섭(包攝)한 논"이라는 뜻으로 무착(無着: c. 310~390)이 저술한 대승불교의 논서이다.
무착은 중기 대승불교의 유가행파(瑜伽行派) 유식설(唯識說)의 입장에서, 이에 앞선 《반야경》이나 용수(龍樹)의 공관불교(空觀佛敎)의 사상과 유가행파의 근본경전인 《해심밀경(解深密經)》과 미륵의 《중변불별론(中邊分別論)》·《대승장엄경론(大乘莊嚴經論)》 등의 유가불교의 사상을 받아들여서, 이들을 하나의 체계로 조직화하여 대승불교 개론서라고 할 수 있는 《섭대승론》을 저술하였다.
이 책은 산스크리트어 원본이 없으며 한역 3본(三本)과 티베트역이 현존한다.
중국 불교의 섭론종(攝論宗)은 《섭대승론》의 진제역(眞諦譯)에 의거한 논종이다.

## 내용
《섭대승론》의 내용은 대승불교의 요강을 10항목으로 하고 1항목에 1장을 두어 모두 10장으로 되어 있다. 각 장의 내용은 다음과 같다.
- 1장: 제법(諸法)의 근본으로서의 근본식(根本識)인 아라야식을 고찰하고 있다.
- 2장: 아라야식의 대상인 제법을 성격면에서 3성(三性)으로 나누어 기술하고 있다.
- 3장: 유식(唯識)의 이치를 깨닫는 실천으로서의 유식관(唯識觀)을 기술하고 있다.
- 4장: 보살의 실천으로서의 6바라밀행(六波羅蜜行)을 기술하고 있다.
- 5장: 보살의 수행계위(修行階位)로서의 십지(十地)를 기술하고 있다.
- 6장: 대승계(大乘戒)를 기술하고 있다.
- 7장: 여러 가지 삼매(三昧)의 수행 방법을 기술하고 있다.
- 8장: 유식의 이치를 체득하는 보살의 무분별지(無分別智)에 대해 기술하고 있다.
- 9장: 무주처열반(無住處涅槃: 중생 구제를 위한 자비심에서 생사의 고계(苦界)에 내려 온 보살이 처하는 이상적인 경지)에 대해 기술하고 있다.
- 10장: 부처의 지혜(반야 · 보리)의 여러 모습을 기술하고 있다.

## 같이 보기
- 대승아비달마집론

## 참고 문헌
- 이 문서에는 다음커뮤니케이션(현 카카오)에서 GFDL 또는 CC-SA 라이선스로 배포한 글로벌 세계대백과사전의 내용을 기초로 작성된 글이 포함되어 있습니다.